# 世界睡眠日 (中國)
世界睡眠日（中国）是中国睡眠研究会实际主办的全球睡眠和健康计划，时间为每年3月21日。该研究会声称节日引进自国际精神卫生和神经科学基金会（IFMHN），而实际上并无资料证明该组织的存在。节日原本为商业行销手段与制药研究需要的产物，后来很快转变为全国性的科普教育节日。该节日每年有不同的主题，由中国睡眠研究会确定，独立于国际公认的世界睡眠日。

## 起源
- 2001年2月21日，赛诺菲圣德拉堡民生制药有限公司赞助举办“世界睡眠日”。
- 2002年3月20日，中华医学会与赛诺菲圣德拉堡民生制药有限公司联手，首次在中国举办“世界睡眠日”大型宣传活动。并声称此次活动，是配合“国际精神卫生和神经科学基金会”的全球睡眠和健康计划（WWPSH）的一次推广宣传活动，而“国际精神卫生和神经科学基金会”已不存在。此次活动以“万人问卷调查”为主，官方声称在全球20个国家或地区展开并取得了5万个样本。其中，中国国内有北京、上海、杭州和广州等地进行。此次活动将世界睡眠日（中国）定为3月21日[1][2]。